# Красный Волгарь
Красный Волгарь — поселок в Ярославском районе Ярославской области. Входит в состав Некрасовского сельского поселения.

## География
Находится в восточной части Ярославской области на правом берегу Волги на расстоянии приблизительно 19 км на север-северо-запад по прямой от железнодорожного вокзала Ярославль-Главный.

## История
Поселок возник в начале XX века при строительстве кирпичного завода. После революции в дачах бывших купцов размещались трудовая колония для беспризорников, позже дом отдыха, ныне действует санаторий .

## Население
Численность населения: 170 человек (русские 96 %) в 2002 году, 167 в 2010.